# Błękit alcjański
Błękit alcjański – organiczny związek chemiczny, pochodna ftalocyjaniny. Barwi kwaśne mukopolisacharydy i glikozoaminoglikany, dla których jest najczęściej stosowanym barwnikiem kationowym, dającym w rezultacie kolor błękitny do niebieskozielonego. Może być łączony z innymi metodami barwienia preparatów: H-E oraz van Giesona. Wiąże się z ujemnie naładowanymi cząsteczkami w preparacie za pomocą sił elektrostatycznych. Stopniowego przemywając próbkę roztworem elektrolitu można odróżnić obojętne, sulfonowane i ufosforylowane mukopolisacharydy.

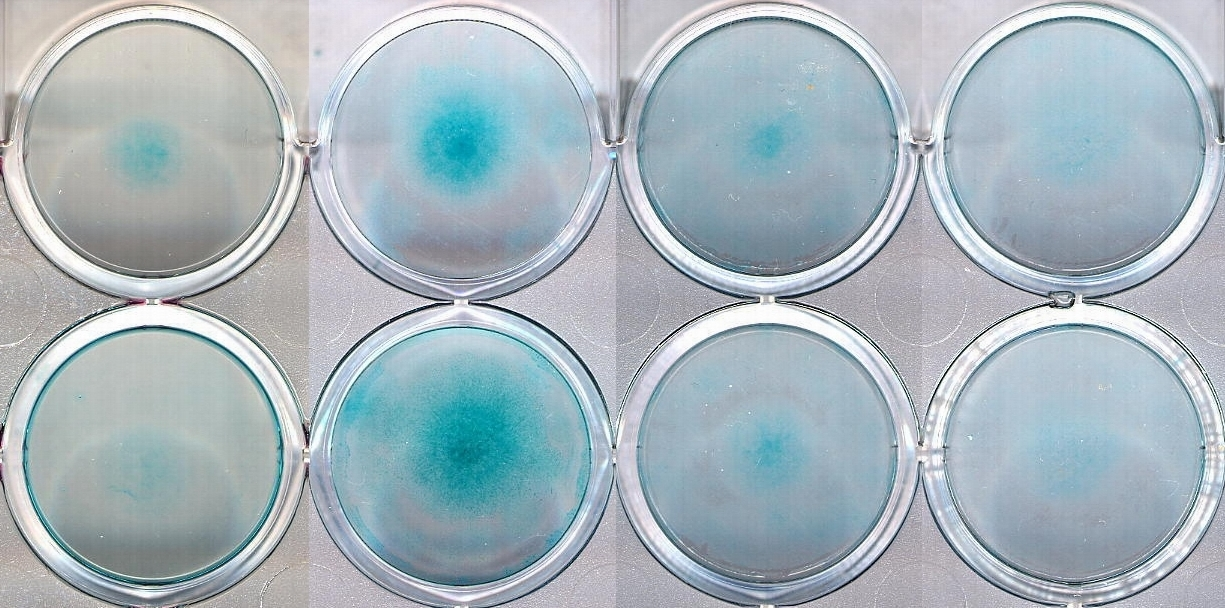
Kultury komórkowe wybarwione błękitem alcjańskim